# Паркеры
«Паркеры» (англ. The Parkers) — американский комедийный телесериал, который транслировался на UPN с 30 августа 1999 по 10 мая 2004 года. В ситкоме снялась Мо’Ник и Контесс Вон, в ролях матери-одиночки Николь Паркер и её дочери-подростка Ким. Сюжет разворачивался вокруг того, что Николь, которая из-за беременности в подростковом возрасте покинула колледж, решает наконец получить образование, обучаясь одновременно со своей дочерью.
«Паркеры» был спин-оффом ситкома «Моиша», где с 1996 по 1999 год снималась на регулярной основе Контесс Вон. Шоу транслировалось в блоке афро-ситкомов UPN по понедельникам с умеренным успехом для канала, хотя и никогда не попадало в Топ 100. Последний, пятый сезон, занял 177 позицию из 210 в годовом рейтинге, привлекая в среднем около 3,5 млн зрителей. После своего завершения, ситком отправился в национальную синдикацию, транслируясь на кабельном телевидении, в первую очередь на BET.